# Franco Bodrero
Franco Bodrero (Torí, 7 de febrer de 1943 – Collegno, 31 de juliol de 1970) va ser un ciclista italià que fou professional entre 1965 i 1969. En el seu palmarès sols té una victòria d'etapa a la Volta a Luxemburg de 1968, en què acabà tercer en la classificació final. Aquell mateix any fou el vencedor d'una etapa al Giro d'Itàlia, amb final al Blockhaus, però la victòria li fou retirada en veure's implicat en un cas de dopatge que afectà a nou corredors més d'aquella edició.
Va morir prematurament el 1970, als 27 anys, fruit d'una malaltia incurable que l'afectava des de setembre de 1969.

## Palmarès
- 1968
  - Vencedor d'una etapa a la Volta a Luxemburg

### Resultats al Giro d'Itàlia
- 1965. 38è de la classificació general
- 1966. 24è de la classificació general
- 1967. 46è de la classificació general
- 1968. 12è de la classificació general (desqualificat per dopatge)[2]
- 1969. 39è de la classificació general

### Resultats al Tour de França
- 1967. 15è de la classificació general